# Carios cordiformis
Carios cordiformis är en fästingart som beskrevs av Harry Hoogstraal och Glen M. Kohls 1967. Carios cordiformis ingår i släktet Carios och familjen mjuka fästingar. Inga underarter finns listade.